# Иркутская пехотная школа

## История

### 102-е пехотные Иркутские подготовительные курсы
Созданы после установления советской власти в городе Иркутске в мае 1920 г., 5-й Красной Армией.

### 9-я Иркутская пехотная школа
Приказом РВСР в декабре1921 года 102-е Иркутские пехотные курсы преобразованы в 9-ю Иркутскую пехотную школу
Шефом школы состоял Иркутский Городской Совет Рабочих и Крестьянских Депутатов.
Школа состояла из учебной, строевой, политической и административно-хозяйственной частей.
Весной 1923 года приехали к нам курсанты Иркутской пехотной школы, старшекурсники. Рассказывали о военной службе, об учёбе, о Красной Армии вообще. Приглашали поступать учиться в пехотную школу. Смотрел я на них — подтянутых, ловких, в скрипящих ремнях командирской амуниции, — и сердце ныло, давняя мечта покоя не давала. ….. и так стал я курсантом 9-й Иркутской пехотной школы, что располагалась тогда на улице имени 5-й армии, в корпусах бывшего юнкерского училища.
В сентябре начались занятия. Учебный день был заполнен до предела — ни единого свободного часа. Мы ведь все были с церковно-приходским образованием, кое-как читать-писать только могли. Поэтому учебный день начинался общеобразовательными предметами — четыре часа. Потом четыре — военные предметы, после обеда — ещё два часа — общеобразовательная подготовка, вечером — самостоятельная работа на два-три часа. Военное дело давалось мне легко. Особенно полюбил тактику, работу командира в поле, где нам уже на первом курсе ставили боевые задачи за взвод — роту, где отрабатывалось взаимодействие с другими родами войск. Очень нравилась и военная топография, особенно съёмка местности, но с первых же занятий понял: надо учить математику, в ней я очень слаб. А впереди была ещё и артиллерия, решали артиллерийские задачи, здесь без знания математики вообще делать нечего.
….
Преподавательский состав у нас был очень сильный: в большинстве старые офицеры, которые в этих же стенах в старое время учили юнкеров. И конечно же разница в общей подготовке между нами — рабочей и крестьянской молодёжью и юношами из богатых семей, приходившими в училище ещё несколько лет назад с багажом кадетского корпуса или классической гимназии, — явно бросалась преподавателям в глаза. Но надо отдать им должное: времени и сил на то, чтобы сделать из нас хорошо подготовленных командиров Красной Армии, они не жалели. Обычно после занятий до десяти вечера оставались в школе, и кто хотел учиться по-настоящему, всегда мог получить у них индивидуальную консультацию. Особенно мы полюбили командира нашего учебного взвода Иванова. Он тоже был из старых офицеров, участник первой мировой войны, затем гражданской, член партии с 1918 года. Строгий и вместе с тем душевный человек. Умел не только рассказать, но и образцово показать, что и как надо делать, касалось ли это гимнастических упражнений на снарядах, стрельбы из всех видов стрелкового оружия или других военных предметов. Он был для нас примером, на него мы равнялись.
Заместителем комиссара нашей пехотной школы был Иван Иванович Левушкин, старый коммунист. У него мы учились тому, чего не найдёшь в учебниках, учились, например, всегда подтверждать своё слово делом. Обещал что-то, хотя бы мимоходом, — умри, но выполни обещанное. Иван Иванович подготовил многих из нас к вступлению в ряды Коммунистической партии. В 1924 году, по ленинскому призыву, и я был принят кандидатом в члены РКП(б).
В Иркутске 9-ю пехотную школу знали все жители от мала до велика. Курсанты активно участвовали во всех общественных делах, показывали пример на «красных субботниках», наиболее подготовленные выступали на предприятиях как агитаторы, вели кружки военного дела на заводах и в школах. И когда в праздничные дни наши роты «рубили шаг», люди кричали: «Браво, „девятка“! Молодцы!»
В 1924 году Иркутскую пехотную школу расформировали, и заканчивали мы учёбу в Нижнем Новгороде, в 11-й пехотной школе.

### Сибирские повторные курсы комсостава РККА
В 1924 году 9-я Иркутская пехотная школа была преобразована в Сибирские повторные курсы комсостава РККА, которые действовали до 1928 года.
Штат Сибирских повторных курсов командного состава РККА составлял: 200 слушателей и 108 человек постоянного состава.
К началу 1926/1927 учебного года на Сибирских повторных курсах штат установлен: 125 слушателей, из них на пехотном отделении 100 слушателей и на кавалерийском — 25 слушателей.
В августе 1927 года, штат Сибирских повторных курсов командного состава РККА: 108 человек постоянного состава и 100 слушателей.

### Иркутские курсы подготовки командиров пехоты
В 1928 году, Сибирские повторные курсы комсостава РККА преобразованы в Иркутские курсы подготовки командиров пехоты. Позднее, в этом же году курсы переводятся на новые штаты.
Комплектование Иркутских курсов командного состава пехоты происходит за счёт лиц, отбывающих воинскую повинность и имеющих среднее или высшее образование, служивших в армии 1 год и выдержавших испытания на звание командира взвода запаса и желающих добровольно продолжать службу в Красной армии.
Срок обучения — 1 год.

### Годовой праздник
11 мая — В память посещения курсов в 1924 г. Председателем ЦИК СССР тов. Калининым.

### Выпуски
- 1920 год — произведено 5-ть выпусков общей численностью 128-мь краскомов[9]; 6 октября — 30-ть краскомов; 12 октября — 16-ть краскомов; 26 октября — 24-е краскома; 3 ноября — 28-мь краскомов; 17 ноября — 30-ть краскомов[10]
- 1921 год — произведён 1-н выпуск 14 сентября — 118-ть краскомов[10][9]
- 1922 год — произведён 1-н выпуск 3 сентября — 34-е краскома[10]
- 1923 год — произведено 2-а выпуска, причём последний 16 сентября дал армии 137-мь краскомов[11][9]
- 1924 год — произведён выпуск (7) сентября[12]

## Начальники школы, курсов
- май 1922 г.г. Апполонов[13]
- январь 1923 — январь 1924 г.г. Милонов, Александр Александрович (1897 г.р. — 19.12.1937 г. расстрелян)[14]
- январь 1924 — сентябрь 1924 г.г. Ясницкий, Илиодор Николаевич[2][15]
- 1924—1933 г.г. Пугачёвский, Поликарп Осипович[16][17]

## Военные комиссары школы, курсов
- январь 1921 г. Савинов[18]
- ноябрь 1923 — сентябрь 1924 г.г. Трофимов, Владимир Кузьмич[2][9][15]
- сентябрь 1924 — июль 1925 г.г. Скорпилев, Андрей Иванович[19][20]
- июнь 1926 г. Грачёв[21]
- август 1929 г. Гребёнкин[17]

Пугачёвский П.О. Начальник школы
Грачёв Военком школы

## Преподаватели, командиры

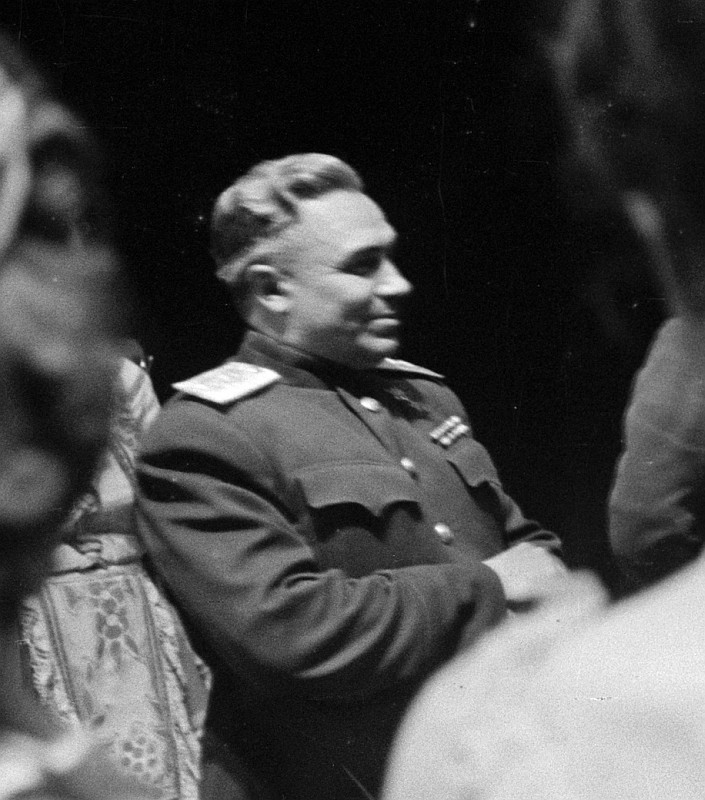
Берзарин, Николай Эрастович

- Гамченко, Евгений Спиридонович — Преподаватель (1923 г.)[22]
- Морозов, Степан Ильич — Помощник начальника (август 1924 — сентябрь 1925 г.г.)
- Глухов, Михаил Иванович — Начальник учебной части (1926—1928 г.г.)
- Берзарин, Николай Эрастович — Командир учебной роты (1927—1931 г.г.)
- Фёдоров, Артемий Фёдорович — С 1920—1931 г.г.- на командных и преподавательских должностях
- Лящик, Северин Иванович — Преподаватель (1921—1924 г.г.)[23][24]
- Городинский, Юдель Леонтьевич — Преподаватель тактики (1923 г.)[25]
- Семенченко, Кузьма Александрович — Командир взвода, начальник хозяйства (1921—1925 г.г.)[26]

## Герои — выпускники
1. Белобородов, Афанасий Павлантьевич, учился в с 1923 по 1924 год.
2. Казарцев, Александр Игнатьевич, выпускник 1923 года
3. Семенченко, Кузьма Александрович, выпускник 1925 года
4. Жолудев, Виктор Григорьевич, выпускник 1925 года
5. Дрёмин, Дмитрий Феоктистович, выпускник 1926 года
6. Седулин, Эрнест Жанович, выпускник 1927 года
7. Баклаков, Василий Ильич, выпускник 1930 года
8. Ермаков, Андрей Павлович, выпускник 1930 года
9. Ермолаев, Александр Александрович, выпускник 1930 года
10. Черепанов, Корнилий Георгиевич, выпускник 1931 года

## Почётное революционное Красное Знамя

Почётное революционное Красное Знамя Иркутских курсов подготовки командиров пехоты

Иркутским курсам подготовки командиров пехоты было вручено Почётное революционное Красное Знамя со вручением особой грамоты. — Это была правительственная награда для вручения частям, особо отличившимся в боях со врагами социалистического Отечества или показавшим высокие успехи в боевой и политической подготовке в мирное время.
С 1934 по 1999 год Почётное революционное Красное Знамя Иркутских курсов подготовки командиров пехоты хранилось в музее Омского высшего общевойскового командного дважды Краснознамённого училища имени М. В. Фрунзе.
С 1999 года по настоящее время Почётное революционное Красное Знамя Иркутских курсов подготовки командиров пехоты хранится в музее Омского кадетского корпуса.

## Адрес, здание
Россия, город Иркутск, угол улицы 5-й Армии и улицы Ярослава Гашека.
Здание Иркутской пехотной школы — старинный особняк в Иркутске по улице 5-й Армии, 65. С конца 1820-х до 1879 в доме располагался военный госпиталь. В 1879 здесь разместилось открытое в 1872 юнкерское училище, преобразованное в 1901 в пехотное юнкерское, а в 1911 — в военное пехотное училище.

## Мемориальные доски
- Мемориальная доска (чёрный долерит) с фотопортретом и текстом: «В этом здании Пехотной школы № 9 в 1923 году обучался дважды Герой Советского Союза Белобородов Афанасий Павлантьевич». Установлена на здании бывшего пехотного училища в январе 2003 г. по постановлению мэра г. Иркутска № 031-06-1177/2 от 16.09.2002.[29]
- Мемориальная доска тёмно-серого мрамора с гравированным текстом: «Здесь служил в 1931 году командиром учебной роты Иркутской пехотной школы будущий видный советский военачальник, командарм 5-й ударной Армии, первый комендант и начальник советского гарнизона Берлина Герой Советского Союза Николай Эрастович Берзарин. 1904—1945».[30]

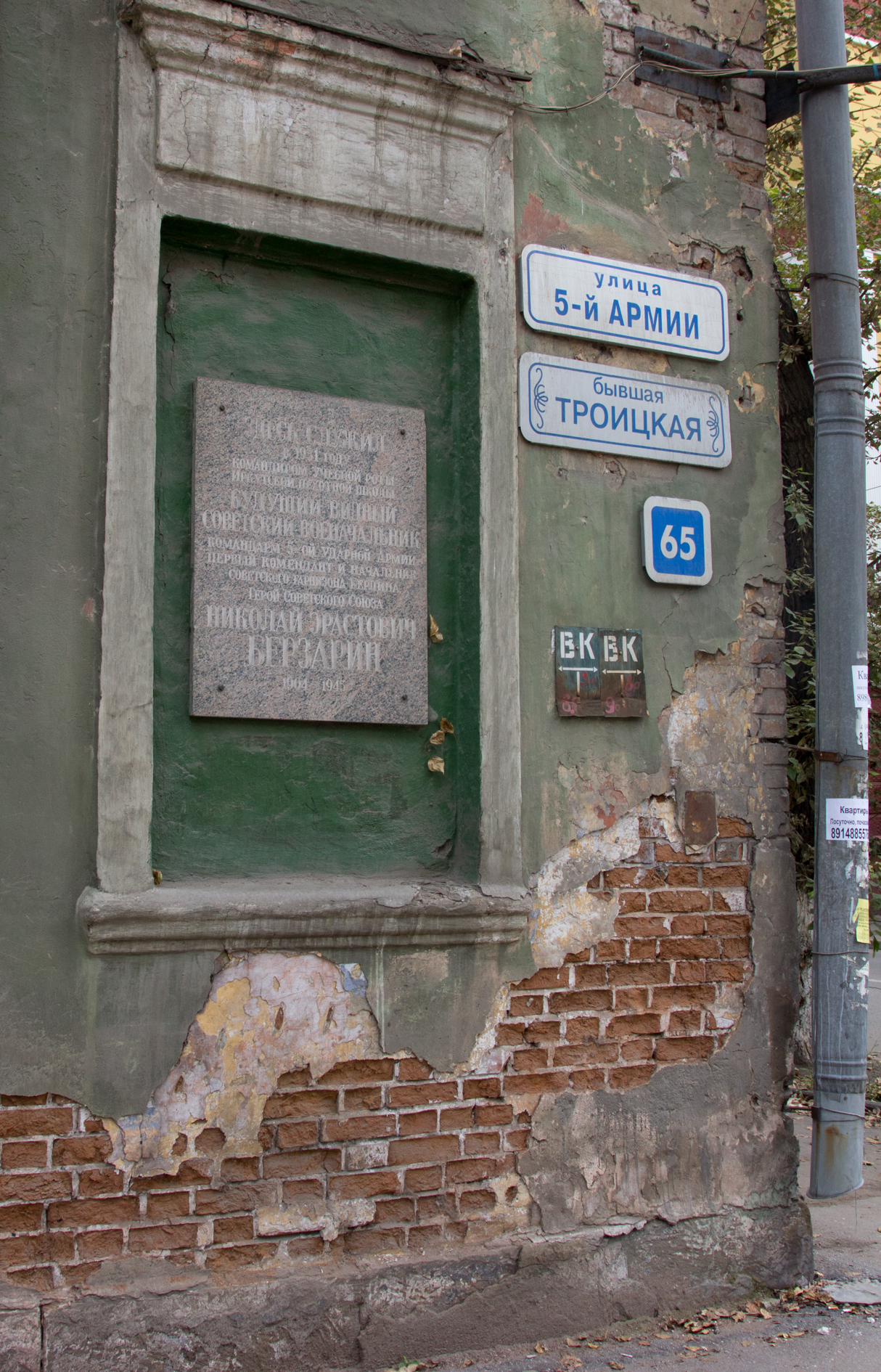
Мемориальная доска «Здесь служил Герой Советского Союза Николай Эрастович Берзарин.»
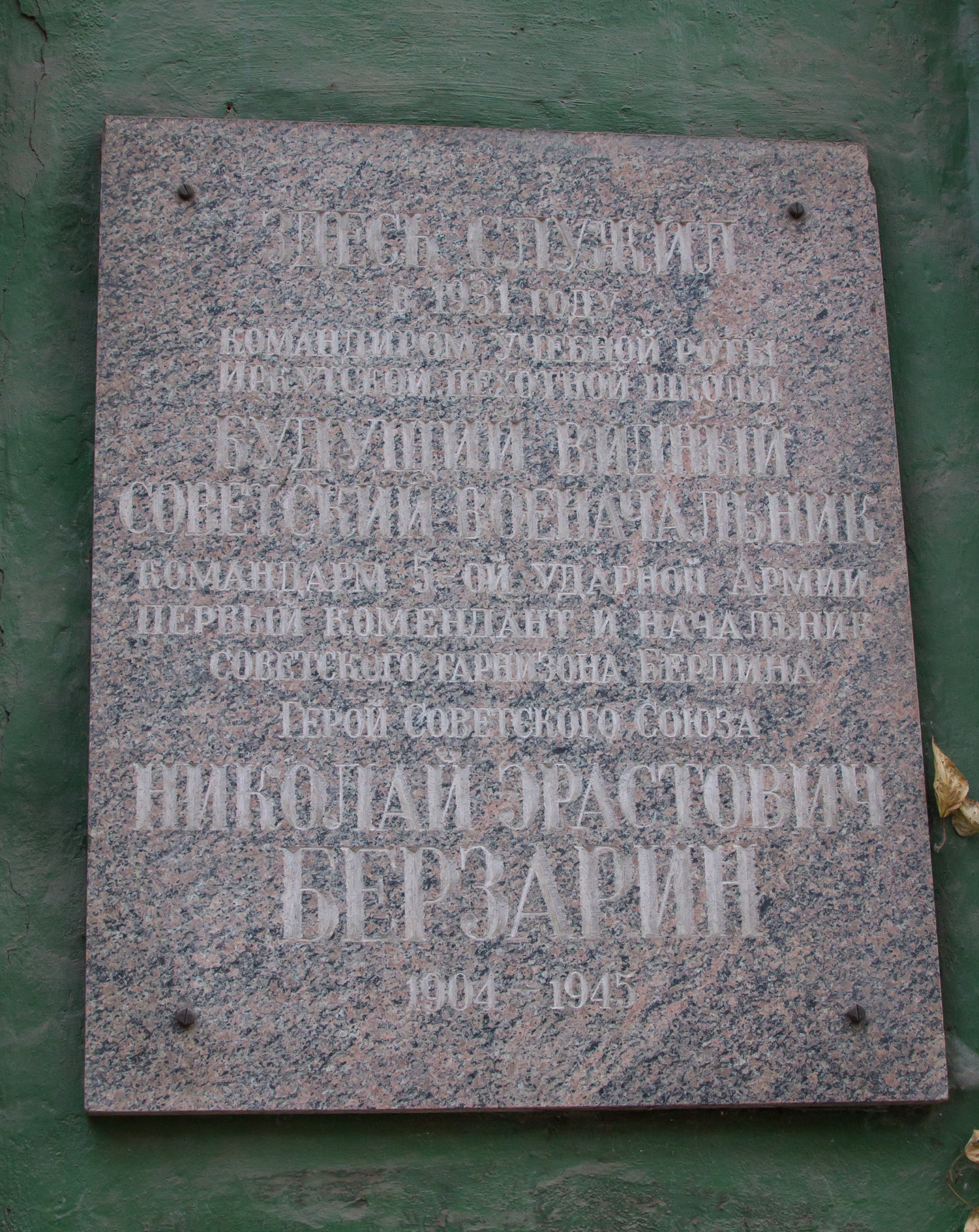
Мемориальная доска «Здесь служил Герой Советского Союза Николай Эрастович Берзарин.»
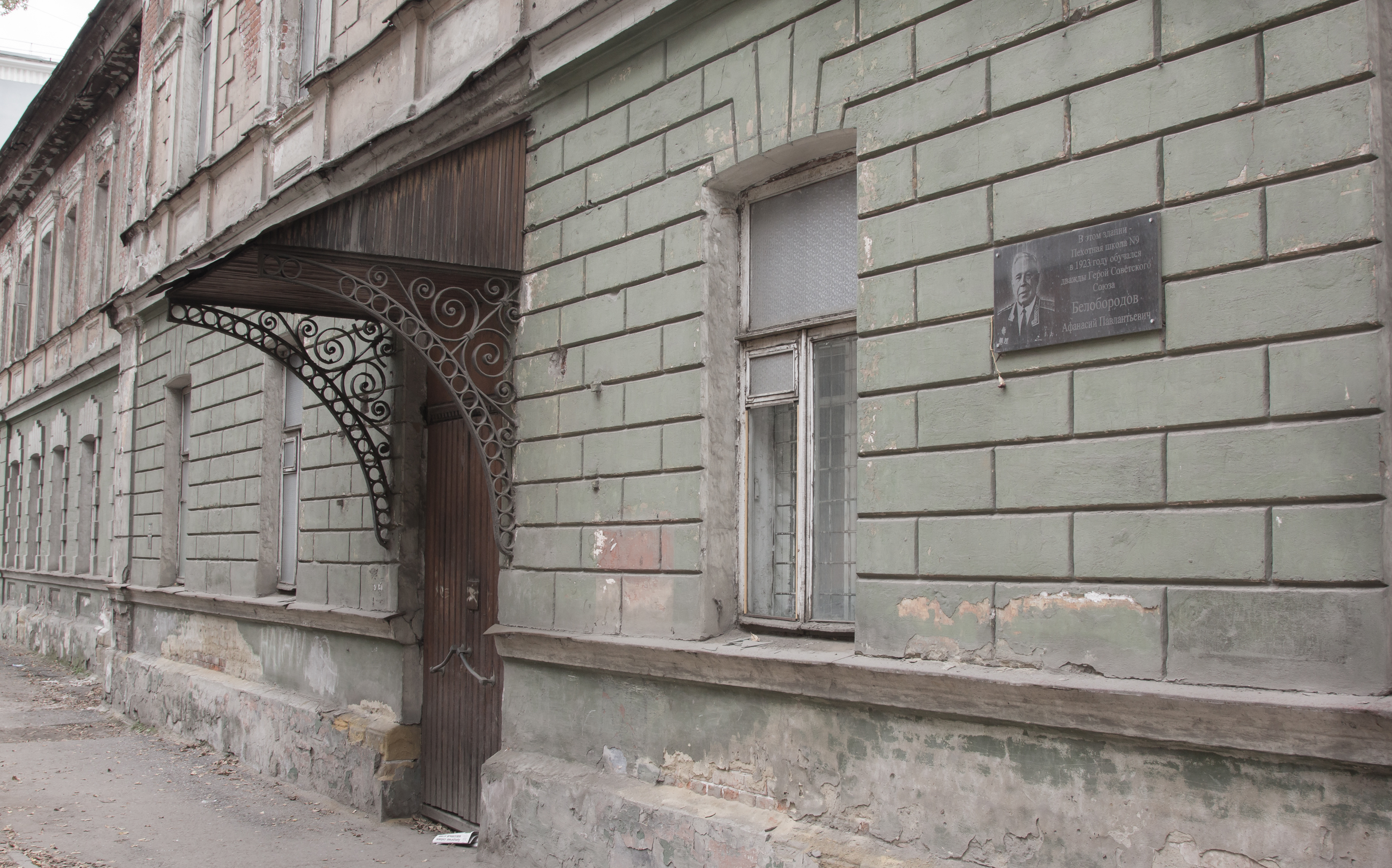
Мемориальная доска «В этом здании  обучался дважды Герой Советского Союза Белобородов Афанасий Павлантьевич».
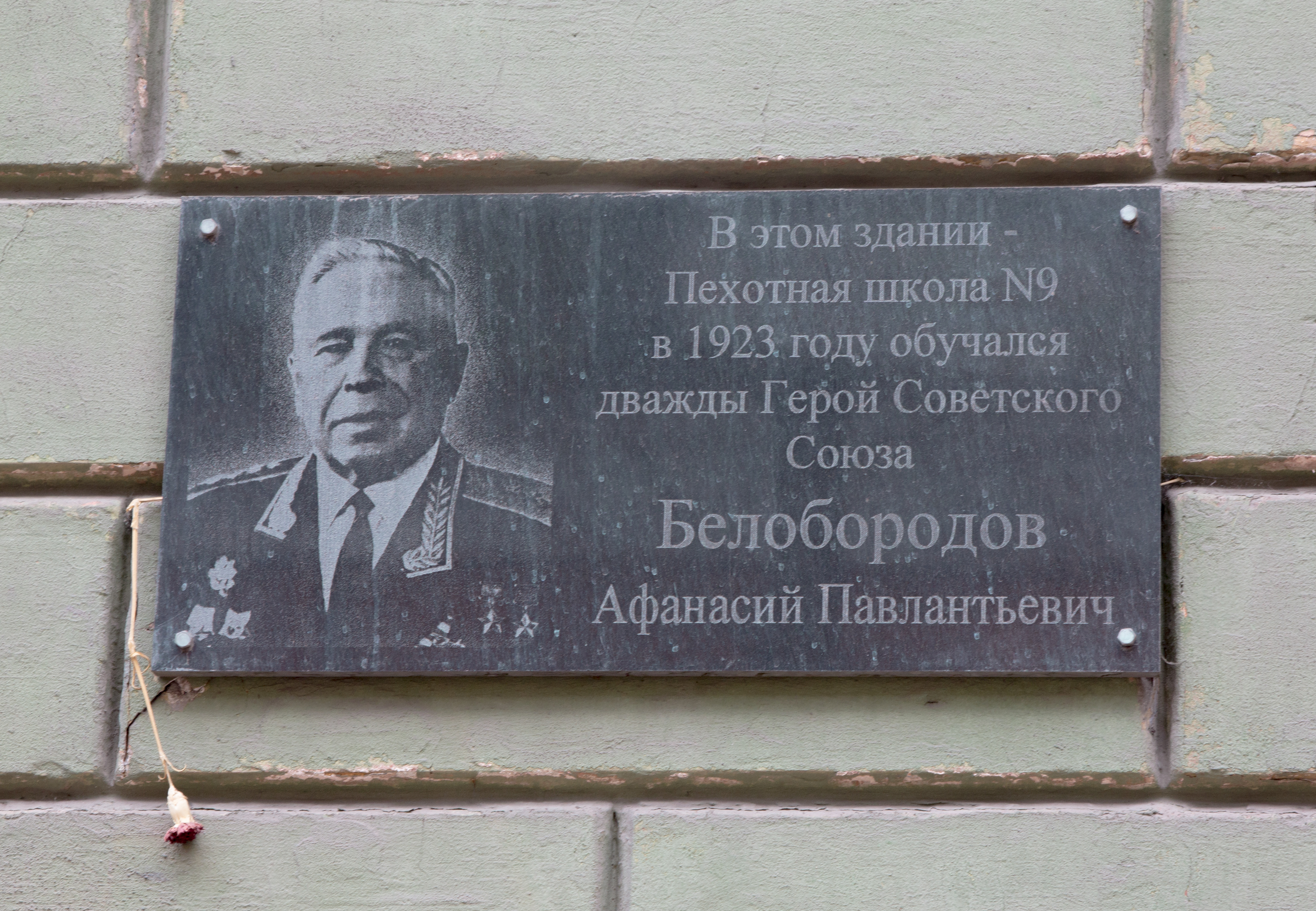
Мемориальная доска «В этом здании обучался дважды Герой Советского Союза Белобородов Афанасий Павлантьевич».